# Бутан
Бута́н (дзонґ-ке འབྲུག་ཡུལ་, трансліт. brug yul, латиніз. zhuk yü, слухатиⓘ; самоназва — Друк Юл, або Друк Ценден, «Країна дракона-громовержця») — королівство в південно-східній Азії.
Бутан розташований між Китаєм (на півночі) та Індією (на заході, сході й півдні).

## Загальний огляд
Бутан — одна з найменш вивчених та важкодосяжних країн у світі, оскільки уряд обмежує туризм та будь-який вплив інших країн із метою захисту традиційної культури.
- Рельєф: країна розташована на південних схилах Гімалаїв, розділена долинами приток Брахмапутри, на півдні густі ліси.
- Глава держави — король Джігме Кхесар Намг'ял Вангчук (з 2008 року).
- Глава уряду — Джігме Тінлей (з 2008 року).
- Політична система — конституційна монархія.
- Офіційна релігія — буддизм.

Експортуються: деревина, тальк, фрукти та овочі, цемент, дистильований спирт, карбід кальцію.
Населення станом на 2005 рік — 634 982 осіб, за оцінкою на 2010 рік — 696 183 осіб, із них 75 % — нгалоп і шарчоп, 25 % — непальці.
Державна мова — дзонг-ке; також присутні мови: шарчоп, бумтанг, непальська, англійська та інші.

## Історія
Хоча за археологічними даними Бутан був населений ще в II тисячолітті до нашої ери, письмових свідоцтв про давні часи майже немає. Історія країни відома переважно епізодами через те, що в 1827 році згоріла найбільша бібліотека в тодішній столиці Бутану Пунакха. Буддизм проникнув у Бутан ще у II столітті н. е. Король Тибету Сронцангамбо (627 — 649), за легендами, побудував на території Бутану два монастирі (Кійчу-лакханг в Паро й Джамбо-лакханг в Бумтангу), які збереглися досі та є найважливішими місцями паломництва.
Хроніки детально описують кілька візитів легендарного буддійського йогина Падмасамбхави в Бутан у VIII столітті.
Монастир Такцанг-лакханг («гніздо тигриці»), у якому розташовані основні печери медитації Падмасамбхави, знаходиться біля Паро.
Пізніше в Тибеті став правити цар Тибету Ландарма (836 — 842), який заборонив буддизм і жорстоко переслідував буддійських ченців. Рятуючись від переслідувань, багато ченців і науковців знайшли притулок у Бутані.
Бутанський буддизм Друкпа Каг'ю бере початок від лами цангпо Г'яре Єше Дорджі, який заснував на Тибеті монастир у місті Ралунг. Ця школа зміцнилася на околицях Тибету, в Ладакху і в Бутані. Велику роль у розвитку бутанського буддизму відіграв також Пема Лінгпа, який представляв школу Ньїнгма.

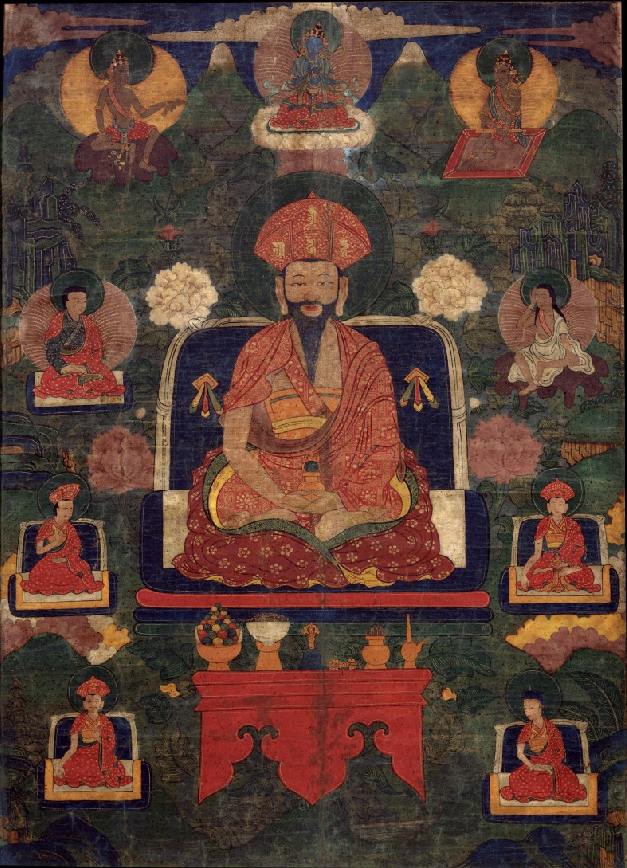
Об'єднувач Бутану Шабдрунг Нгаванг Намґ'ял

Тибетський чернець і художник Шабдрунг Нгаванг Намґ'ял (1594 — 1651) став королем у 1616 році, він зміг об'єднати Бутан, і організував повсюдно будівництво укріплених фортець (дзонгів), що поступаються хіба що палацу Потала в Лхасі. Після смерті Шабдрунга Бутан занурився в громадянську війну, що не припинялася майже двісті років.
У процесі експансії Бутан зайняв підходи до річки Брахмапутра в Ассамі і Бенгалії (Дуари або «двері»).
У внутрішньобутанські конфлікти активно втручалися англійці. Відносини Бутану з Англією були складними. Були періоди союзів і конфліктів. Внаслідок цього Бутан втратив Дуари та значну територію на півдні (так званий Британський Бутан у штаті Ассам у сучасній Індії зі столицею Калімпонг).

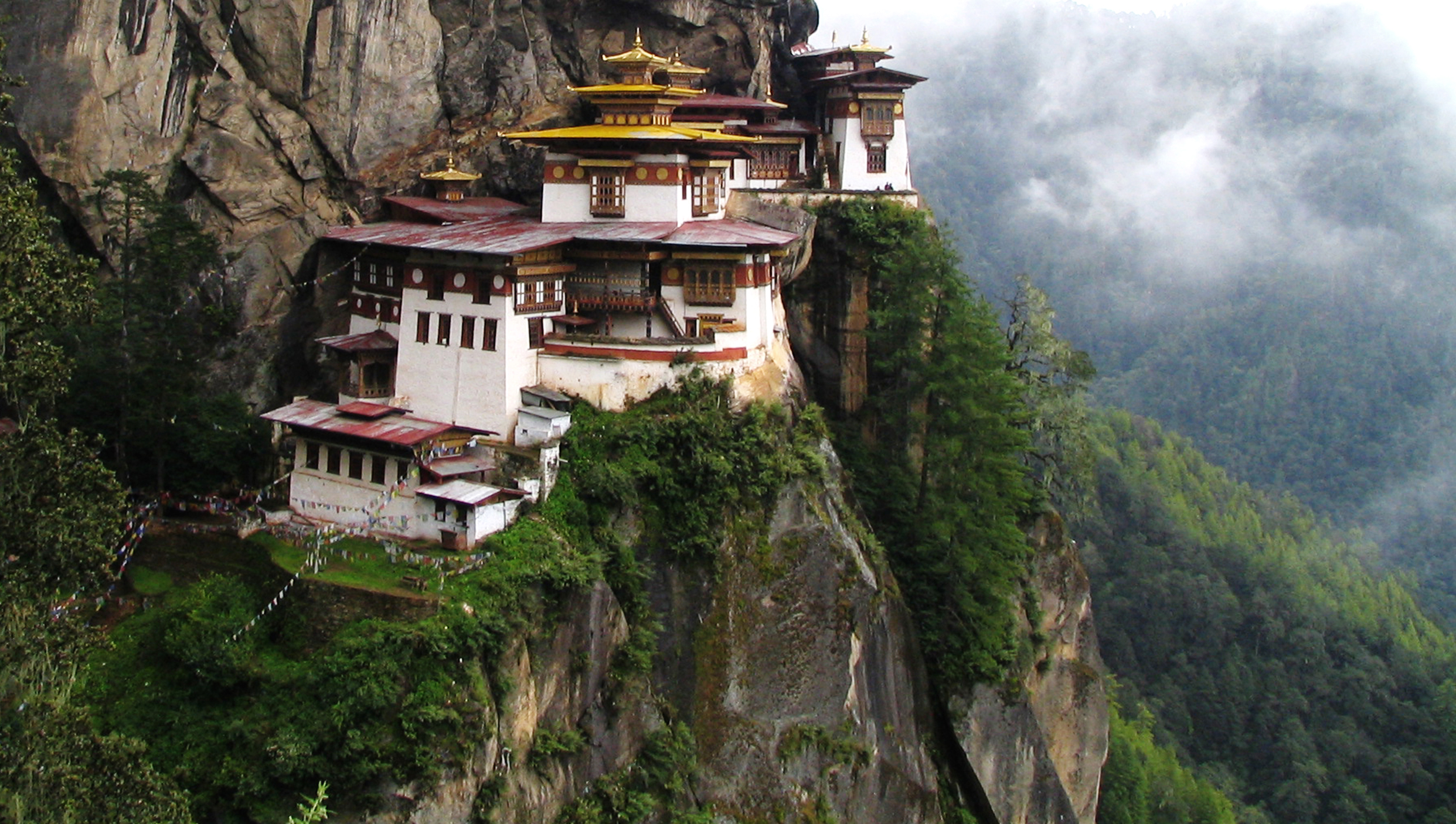
Монастир Такцанг-лакханг

Знову об'єднати та зміцнити Бутан зміг король Уг'єн Вангчук, який заснував у 1907 році нову династію, яка править досі. У минулому Уг'єн Вангчук брав участь у спільних з англійцями операціях, а в 1910 році перший король нової династії уклав з Англією мир, визнавши сюзеренні відносини в обмін на повну автономію і невтручання Великої Британії у внутрішні справи Бутану. З цього часу почався період ізоляції Бутану, протягом якого Бутану вдалося уникнути участі у двох світових війнах.
Після оголошення незалежності Індії в 1949 році Бутан також став незалежним. Однак через ізоляцію Бутан не був представлений в ООН і міжнародних організаціях і помилково розглядався світовою спільнотою як індійський домініон. Пізніше Бутану довелося боротися за вступ до ООН і доводити свою юридичну незалежність.
Третій король нової династії Джігме Дорджі Вангчук, який вступив на трон в 1952 році, почав політику поступової модернізації. Китайське вторгнення в Тибет змусило Бутан укласти пакт з Індією щодо захисту Бутану від китайського вторгнення, і досі безпека Бутану гарантується індійськими військами. Джігме Дорджі ввів торгівлю й активізував грошовий обіг у країні. Тільки в 1971 році Бутан вступив в ООН.
Четвертий король династії Джігме Сінг'є Вангчук вступив на трон у 1972 році та провів ряд реформ. У Бутан стали допускатися в обмеженій кількості закордонні журналісти й туристи. Король постарався забезпечити країну інфраструктурою (електрикою, телефонним та радіозв'язком, дорогами), мінімально зачіпаючи екологію. У 1998 році король передав виконавчу владу кабінету міністрів, забезпечивши змінюваність і ротацію вищих чиновників. У 2002 році в Бутані було створено національне телебачення (до цього телебачення було заборонено). Останніми роками Бутан досяг значних успіхів: добробут країни поступово підвищується, удосконалюється і модернізується інфраструктура. Проте Бутан міцно тримається традицій.

## Географія

### Топографія

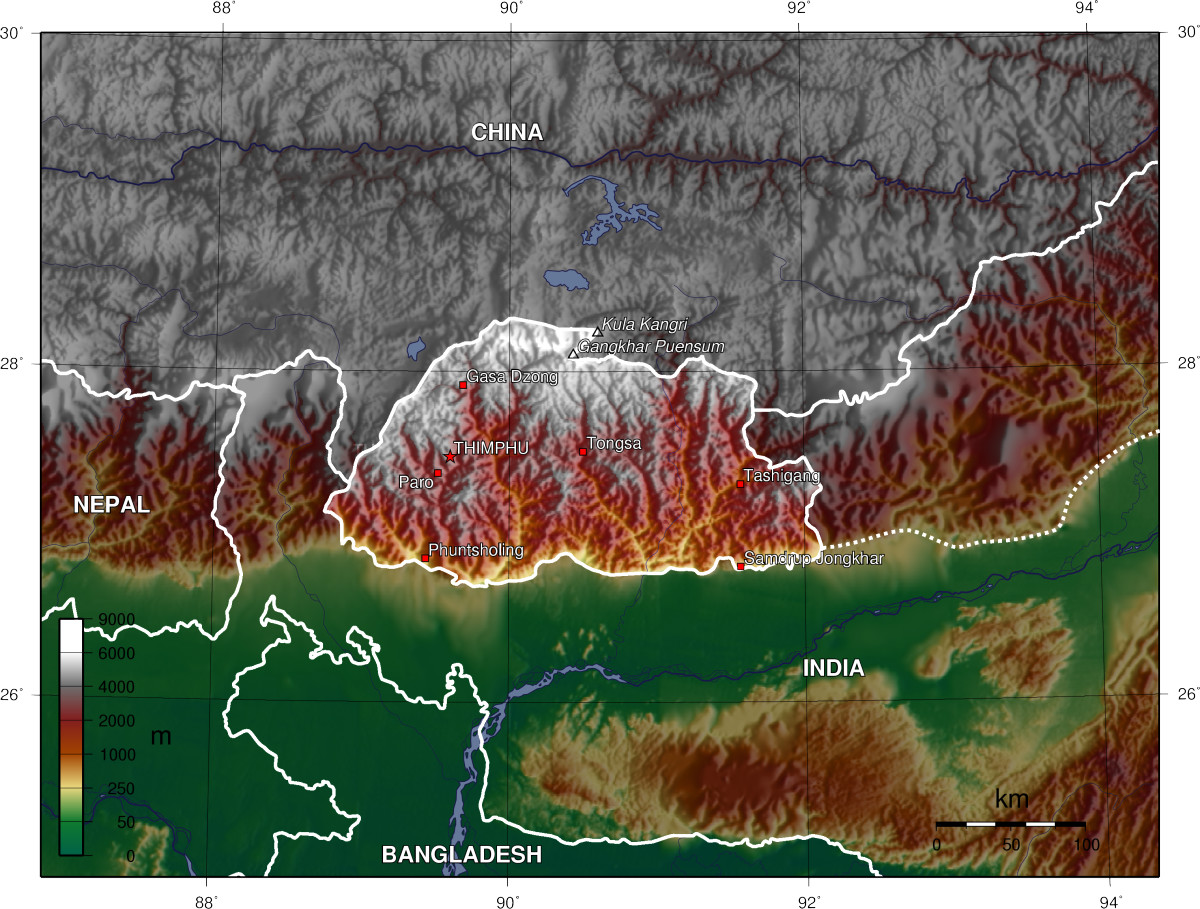
Топографічна карта Бутану

Бутан розташований в Східних Гімалаях і не має виходу до моря, місцевість країни гірська й лісиста. Протяжність кордону з Китаєм на півночі та північному заході становить 470 км; протяжність кордону з Індією: зі штатом Сіккім на заході, Західною Бенгалією на південному заході, Ассамом на півдні та південному сході, і Аруначал-Прадеш (раніше Північно-східне прикордонне агентство) на сході становить 605 км. Індійський штат Сіккім (територія шириною 88 км) відокремлює Бутан від Непалу, а індійський штат Західна Бенгалія — від Республіки Бангладеш (причому відстань від Бутану до Бангладешу всього 60 км). Відстань між східним і західним кордоном Бутану — 300 км, між північним і південним — 170 км. Площа держави — 46 500 км² (одна третина площі Непалу).

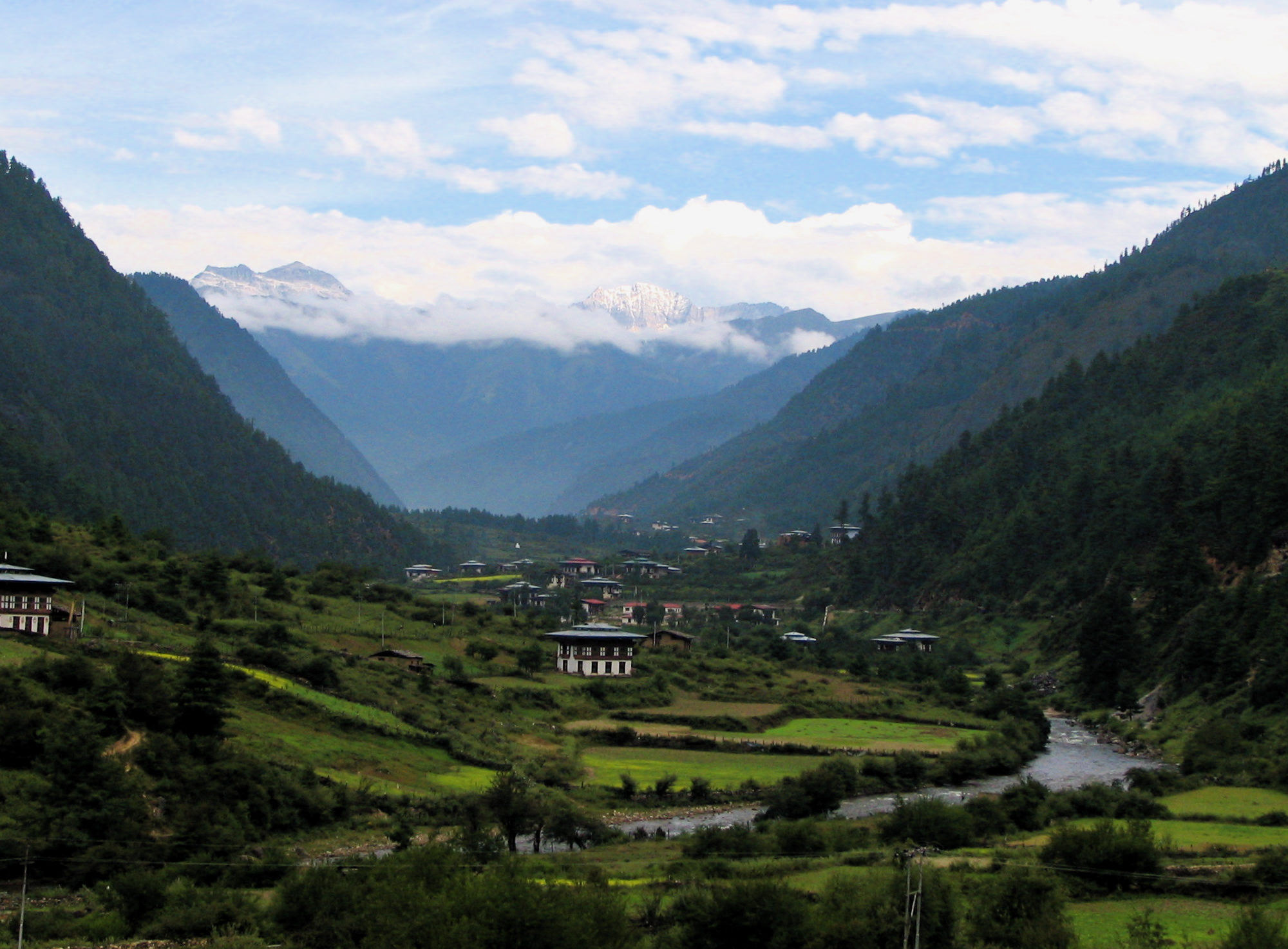
Долина Хаа

У середині 1980-х років приблизно 70 % території було покрито лісами, 10 % — цілорічним снігом і льодовиками, майже 6 % — постійно культивувалися або займалися населеними пунктами, 3 % — тимчасово культивувалися і 5 % — займалися луками та пасовищами. Решта території — скеляста місцевість, на якій неможливо культивування сільськогосподарських рослин. Перші британці, які побували в Бутані, розповідали: «Темні та вузькі полонини, вершини гір, загублені в хмарах, створюють пейзаж виняткової розкоші та величності». Територія країни — одна з найбільш важкопрохідних гірських місцевостей світу, висота якої змінюється від 160 до 7000 м над рівнем моря. Найвища точка Бутану — гора Кула Кангрі (Kula Kangri) висотою 7538 м (розташована на півночі країни на кордоні з Китаєм). Друга найвища точка — Джомолхарі (Jomolhari) висотою 7314 м (розташована біля долини Чумбі (Chumbi)). У країні налічується 19 гірських піків із висотою понад 7000 м. На півночі бутансько-китайського кордону підносяться засніжені гімалайські піки заввишки понад 7500 м, на вершинах яких панує арктичний клімат.
Вода гірських річок, що утворилися в результаті танення льодовиків, та долини в цьому регіоні створюють ідеальні умови для розведення великої рогатої худоби. Чорні гори в центральній частині Бутану утворюють природний вододіл між двома головними річковими системами країни — Мо (Mo Chhu) і Дрангме (або Манас) (Drangme Chhu). Висота гірських вершин Чорних гір — 1500—2700 м над рівнем моря, а бурхливі гірські річки утворюють гірські ущелини.
Ліс у центральній частині Бутану — величезна цінність країни. Східний Бутан розділений південними вершинами гірської системи Донг. У західній частині Бутану знаходяться родючі культивовані долини та водосховища країни. Гірське пасмо Шивалік, Ю чи Чорні гори, передгір'я Гімалаїв, покрите лісами, алювіальними річковими долинами та горами висотою до 1500 м над рівнем моря. Височина спускається в субтропічні рівнини «дуари». Більша частина цієї рівнини лежить в Індії, але вона проникає всередину Бутану на 15 км. Рівнини «дуари» в Бутані складаються з двох частин. Північна частина — перетята місцевість з сухою пористою землею і рясною рослинністю. Південна частина — родючі землі, порослі високими травами та розлогими джунглями. На рівнині вирощується рис та інші зернові культури. Найважливіші комерційні центри країни — Пхунчолінг (Phuntsholing), Гелепху (Gelephu) і Самдруп-Джонкхар (Samdrup Jongkhar) — розташовані саме на рівнинах «дуар». Тут мешкають тигри, леопарди, слони та інші тварини.

### Клімат
Клімат Бутану варіюється залежно від висоти місцевості та, як і на більшій частині Азії, перебуває під впливом мусонів. У західній частині країни через мусонні вітри випадає 60-80 % всіх опадів країни. Клімат вологий і субтропічний на південних рівнинах і передгір'ях, в гімалайських долинах південного та центрального районів клімат помірний, на півночі країни — холодний з цілорічним снігом на гімалайських вершинах.
Температура залежить від висоти. Так, в Тхімпху, що знаходиться на висоті 2200 м над рівнем моря в західній частині країни, в червні-вересні температура 15-26 °C, але в січні знижується до −4 °C, а іноді й до −16 °C. Центральна частина країни — зона прохолодного помірного клімату. На півдні країни, через жаркий, вологий клімат цілорічна температура становить +15-30 °C, при цьому температура влітку в долинах досягає іноді +40 °C.
Річний рівень опадів залежить від району. Так, в північній частині Бутану в рік випадає тільки 40 мм опадів — в основному у вигляді снігу. У центральному районі з помірним кліматом річний рівень опадів становить близько 1000 мм. На півдні (в зоні субтропіків) випадає до 7800 мм на рік. З грудня по лютий — сухий зимовий період, що триває до березня, коли випадає 20 мм опадів на місяць. У серпні рівень опадів досягає 650 мм. Весна в Бутані триває з березня до середини квітня. Літні дні починаються в середині квітня, коли рідко трапляються дощі. Сезон мусонних дощів з південного заходу — липень—вересень. Високий рівень опадів на півдні країни пояснюється тим, що мусони затримуються Гімалаями. Осінь триває з кінця вересня по кінець жовтня—листопада. З листопада по березень триває морозна і сніжна зима (на висоті від 3000 м).

### Річкові системи
У Бутані чотири головні річкові системи: Манас (або Дрангме), Санкош (або Пуна-Цанг), Ванг Чу (або Чінчу) і Торса. Всі вони беруть свій початок у Гімалаях, а потім, протікаючи в південному напрямі через долини «дуари», впадають у річку Брахмапутра, яка, своєю чергою, впадає в Ганг. Найдовша річкова система в Бутані — Дрангме, яка тече в індійський штат Аруначал-Прадеш і має три притоки: Дрангме, Мангде і Бумтанг. У районі долин «дуар», де сходяться всі 8 приток цієї річки, Дрангме має назву Манас. 320-кілометрова річка Пуна-Цанг (або Санкош) часто виходить зі своїх берегів, як і річки Мо і Пхо, що їх утворюють. У них тече вода, що утворилася з гімалайського снігу. Вони течуть у південному напрямку до міста Пунакха, де з'єднуються, утворюючи річку Пуна-Цанг, яка, своєю чергою, тече на південь в індійський штат Західна Бенгалія. Численні притоки річки Ванг Чу довжиною 370 км беруть початок у Тибеті. Сама річка Ванг Чу тече на південний схід через західну частину Бутану і надалі проходить через «дуари». Тут вона тече в індійський штат Західна Бенгалія. Найменша річкова система країни — Торса, відома в північній частині як Амо, також бере початок у Тибеті й тече в Індію.

### Льодовики

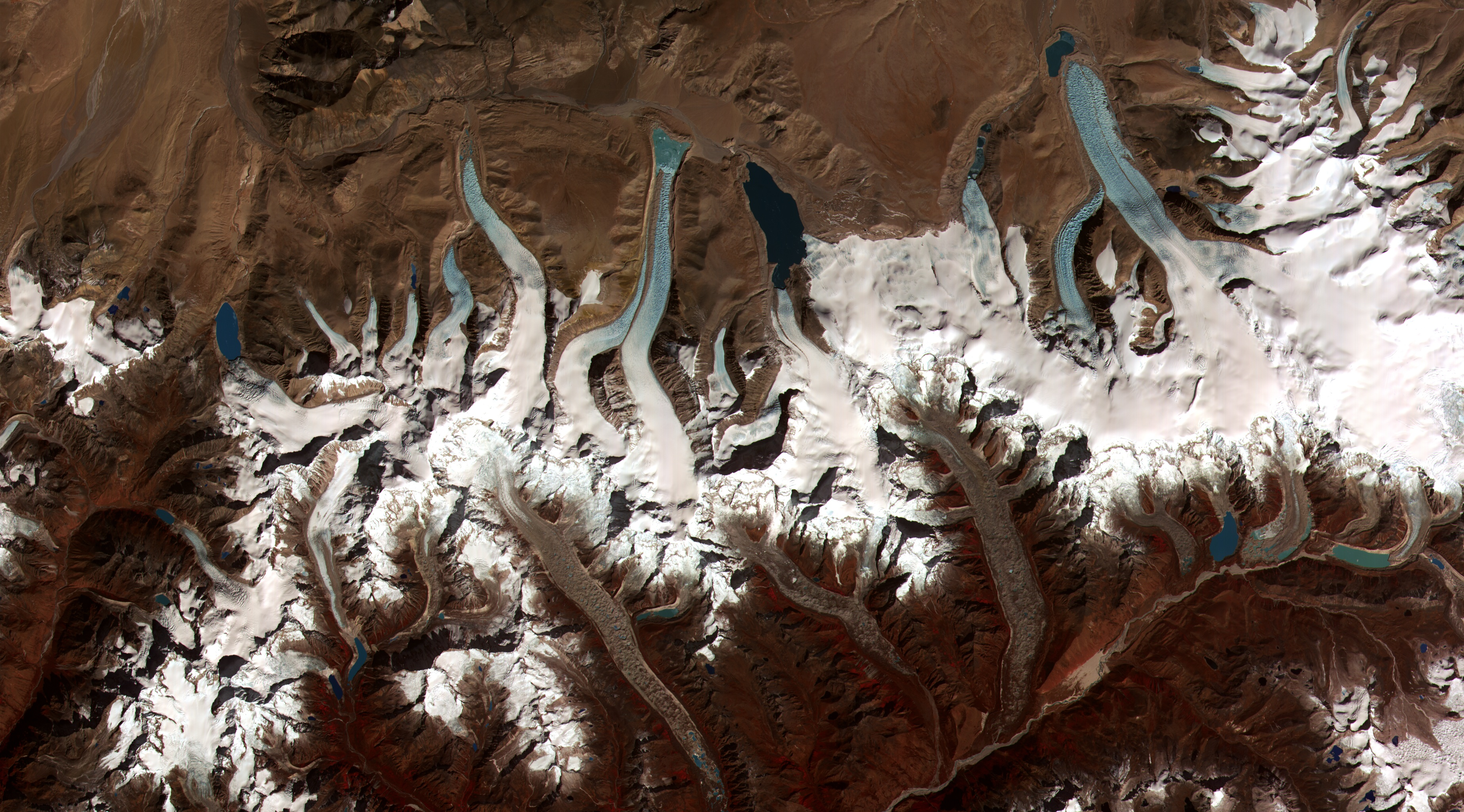
Льодовики Бутану

Льодовики в північному Бутані, які займають 10 % усієї території країни, є важливим джерелом води в річках Бутану. Ці льодовики містять в собі мільйони тонн прісної води, і під час літнього танення часто стають лихом для населення.

### Дика природа

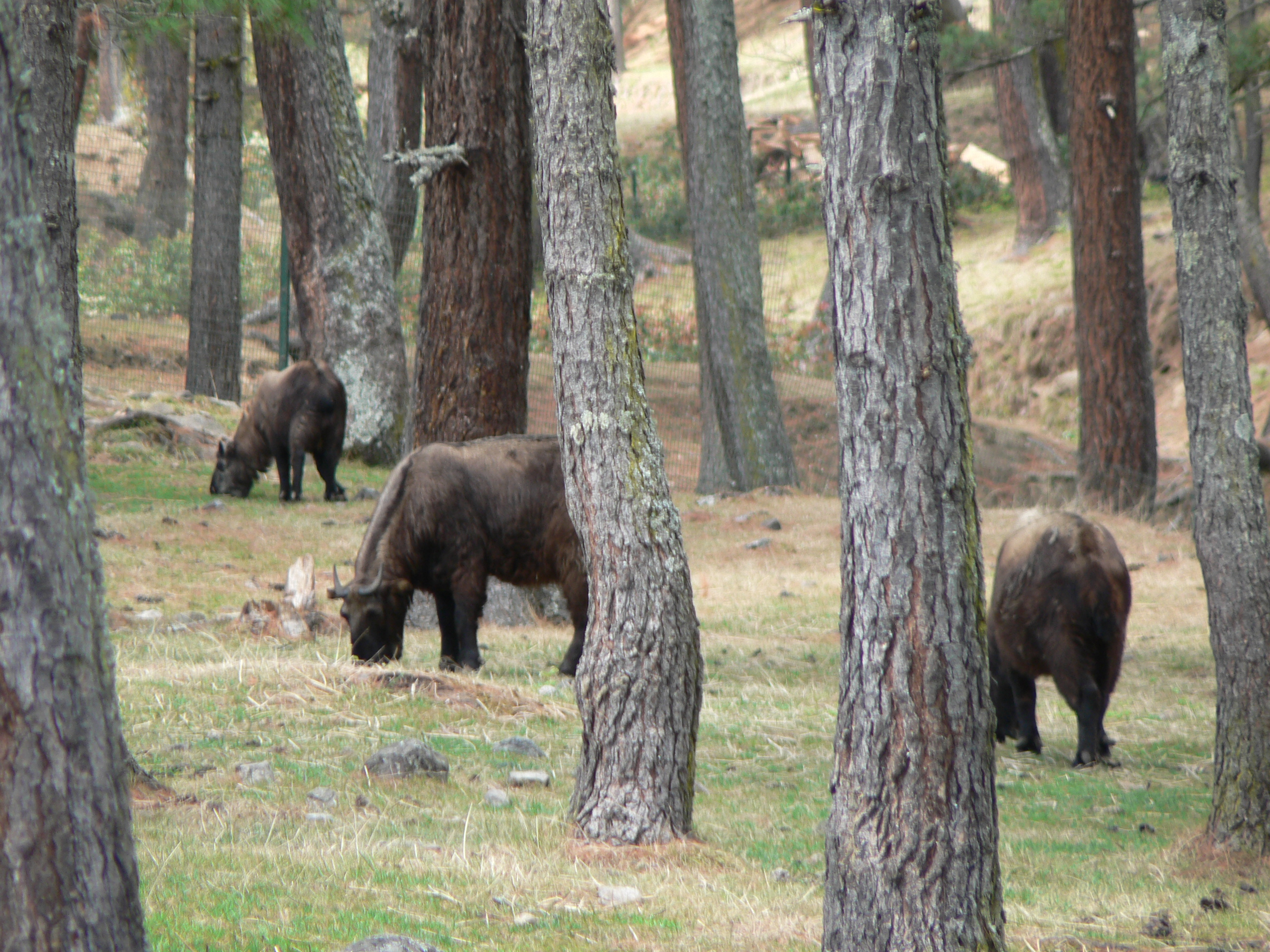
Такіни

У Бутані в дикій природі зустрічаються понад 770 видів птахів і 5400 видів рослин, серед яких багато рідкісних видів, таких як золотий лангур.
У тропічних низинах країни й листяних лісах півдня водяться бенгальські тигри, індійські носороги, димчасті пантери, ассамські кролі та губачі. У помірному поясі серед змішаних хвойних, широколистих і соснових лісів розповсюджені сірий лангур, тигр, пардус, горал та козоріг. Бамбукові та фруктові ліси забезпечують середовище проживання для гімалайських ведмедів, малої панди, білок, замбарів, диких свиней та мунтжаків. На півдні Бутану в невеликій чисельності зустрічаються дикі буйволи, які знаходяться під загрозою зникнення.
В останні роки до списку загрожених птахів була внесена білоголова качка.

## Економіка

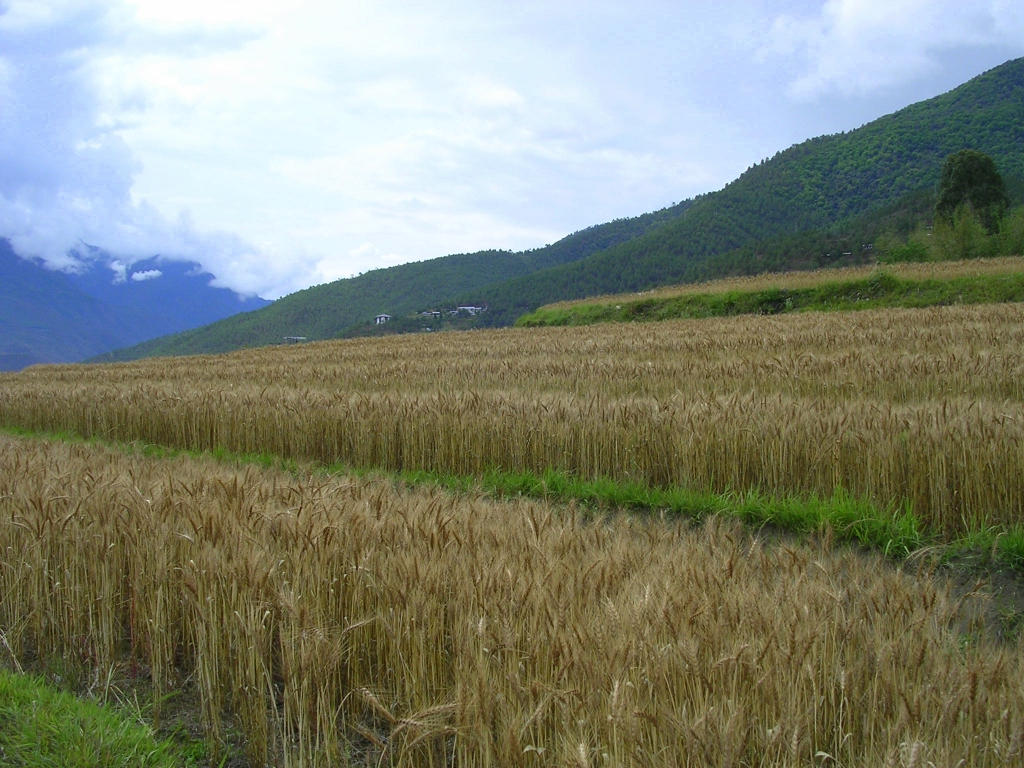
Терасове рільництво в долині Пунакха, дзонгхаг Пунакха

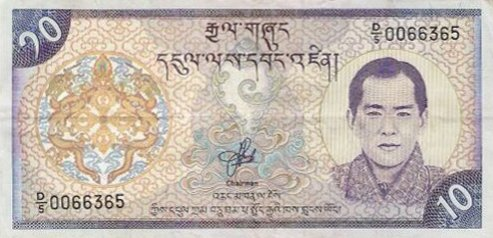
Нгултрум — грошова одиниця Бутану

Переваги: вирощування кардамону, яблук, апельсинів і абрикос для азійського ринку. Заготівля твердих сортів деревини на півдні під суворим контролем. Великий гідроенергетичний потенціал.
Слабкі сторони: в багатьох галузях суспільного сектора — від дорожнього будівництва до освіти — доводиться використовувати індійську робочу силу. Більшість населення живе сільським господарством, через круті гірські схили культивується лише мала площа земель. Промисловість майже відсутня. Мало природних ресурсів.
Бутан — аграрна країна. Для більш ніж 80 % населення сільське і лісове господарство є головним джерелом доходів. Крім того, уряд активно піклується про екологію (половина території Бутану оголошена національними парками, в яких, наприклад, заборонено полювання), з цієї причини розвиток промисловості не входить в плани бутанської влади. У королівстві практично відсутні великі промислові підприємства. Є кілька підприємств деревообробної та харчової промисловості (в тому числі за ліцензією випускається «Кока-кола»). Головним експортним товаром є екологічний рис, фрукти й електроенергія, що виробляється гідроелектростанціями. Товари з Бутану в основному направляються в Індію, на частку якої припадає 87,9 % експорту. Товари з Індії становлять 71,3 % імпорту. Торгових відносин з Китаєм практично немає, попри те, що Бутан межує з Тибетом. Цікаво, що на сьогодні перше місце в економіці країни займає гідроенергетика. Основний дохід становить експорт електроенергії в сусідню Індію, а дохід від експорту сільгосппродукції стоїть лише на другому місці.
Грошова одиниця — нгултрум. Курс прив'язаний до індійської рупії, яка також оголошена легальним платіжним засобом на всій території Бутану. По курсу на 8 листопада 2011 року 1 долар США коштував 48,25 нгултрумів. Інфляція у 2003 році становила 3 %. Податком обкладаються тільки доходи понад 100 000  нгултрумів на рік (приблизно 2250 $). ВНП Бутану становить приблизно 2,9 мільярда доларів на рік.
Уряд Бутану офіційно не розглядає ВНП як мірило розвитку економіки, а орієнтується на показник «валового національного щастя» (англ. Gross National Happiness). «Валове національне щастя» розглядається як ключовий елемент будівництва економіки, який би узгоджувався з буддистськими духовними цінностями. Незважаючи ні на що, уряд країни ставиться до даного показника цілком прагматично: кілька разів у Бутані проводилися міжнародні конференції, на які було запрошено багато західних економістів (включаючи нобелівських лауреатів з економіки), з метою вироблення методик розрахунку ВНЩ на основі поєднання економічної ситуації в країні й задоволеності життям населення.
У Бутані практично відсутня корупція. У рейтингу Transparency International у 2006 році Бутан займав 32 місце у світі за рівнем корупції, поступаючись в Азії лише Сінгапуру, Гонконгу, Макао і ОАЕ.

### Транспорт і комунікації
Згідно з офіційною статистикою в королівстві 8050 кілометрів доріг та 426 мостів. У 2003 році було зареєстровано 25 000 транспортних засобів.
Залізниць у країні немає, але є розроблений спільно з Індійськими залізницями план будівництва залізниці в південній частині країни для включення Бутану в індійську залізничну мережу. Планується підвести три залізничні гілки до бутанських прикордонних міст з індійських штатів Ассам і Західна Бенгалія.
Єдиний міжнародний аеропорт Паро, зліт і посадка в якому вважаються одними з найскладніших і небезпечних у світі, знаходиться в однойменному місті. Біля Трашігангу на сході країни відкрито місцевий аеропорт. Розробляється система малих аеропортів по всій країні.

### Туризм

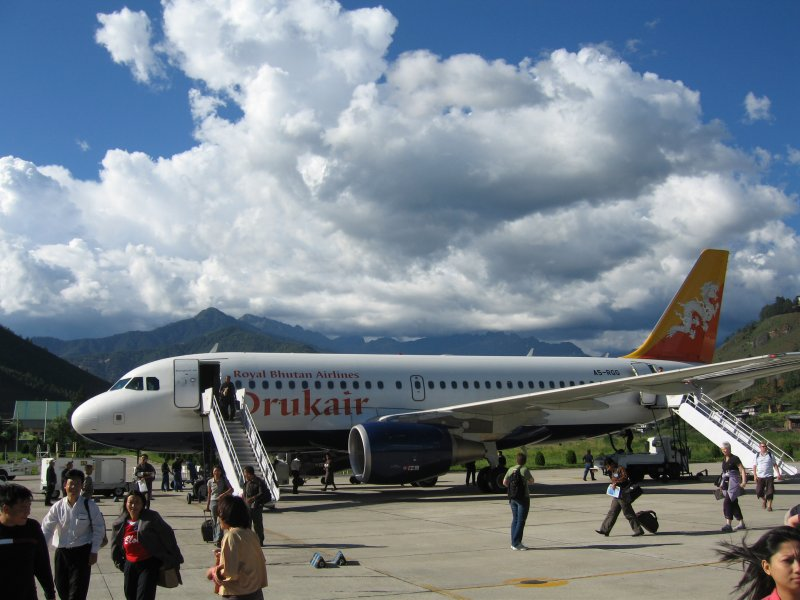
Пасажири сходять з літака Airbus A319 компанії Druk Air в аеропорту Паро

Туризм займає третє місце в економіці Бутану.
Його історія почалася в 1974 році, коли уряд Бутану, з метою підвищення доходів населення, а також щоб показати унікальну культуру і традиції країни зовнішньому світу, відкрив її для іноземців. До цього потрапити в країну можна було тільки на особисте запрошення короля чи королеви.
У 1974 році Бутан відвідали 287 туристів. Відтоді кількість туристів, які відвідують країну щорічно, різко зросла від 2850 у 1992 році до 7158 в 1999 році. До кінця 1980-х років туризм давав країні понад $ 2 млн річного доходу.
Незважаючи на відкритість для іноземців, уряд усвідомлює, що туристи можуть вплинути на унікальні і практично незаймані ландшафти Бутану і його культуру. Тому він спочатку обмежив туристичну активність, віддаючи перевагу туризму вищої якості. З 1991 року діє бутанська туристична корпорація, яка реалізує політику уряду в галузі туризму. Бутанський уряд, тим не менш, приватизував корпорацію в жовтні 1991 року, сприяючи приватним інвестиціям і компаніям. В результаті в країні у 2000 році вже діяли більше ніж 75 ліцензованих туристичних компаній.
Кожен турист повинен платити досить високе мито за кожен день перебування в країні. Кількість туристів, які в'їжджають в країну, не обмежена і визначається кількістю місць у готелях.
Найважливішими центрами туризму є столиця Бутану Тхімпху, місто Паро на заході країни, недалеко від Індії. Головною туристичною визначною пам'яткою країни є монастир Таксанг-лакханг.
Основним авіаперевізником, якому дозволені польоти в Бутан, є Druk Air. Крім неї ліцензію на здійснення польотів у Паро має непальська авіакомпанія Buddha Air.

## Політика

### Державний устрій

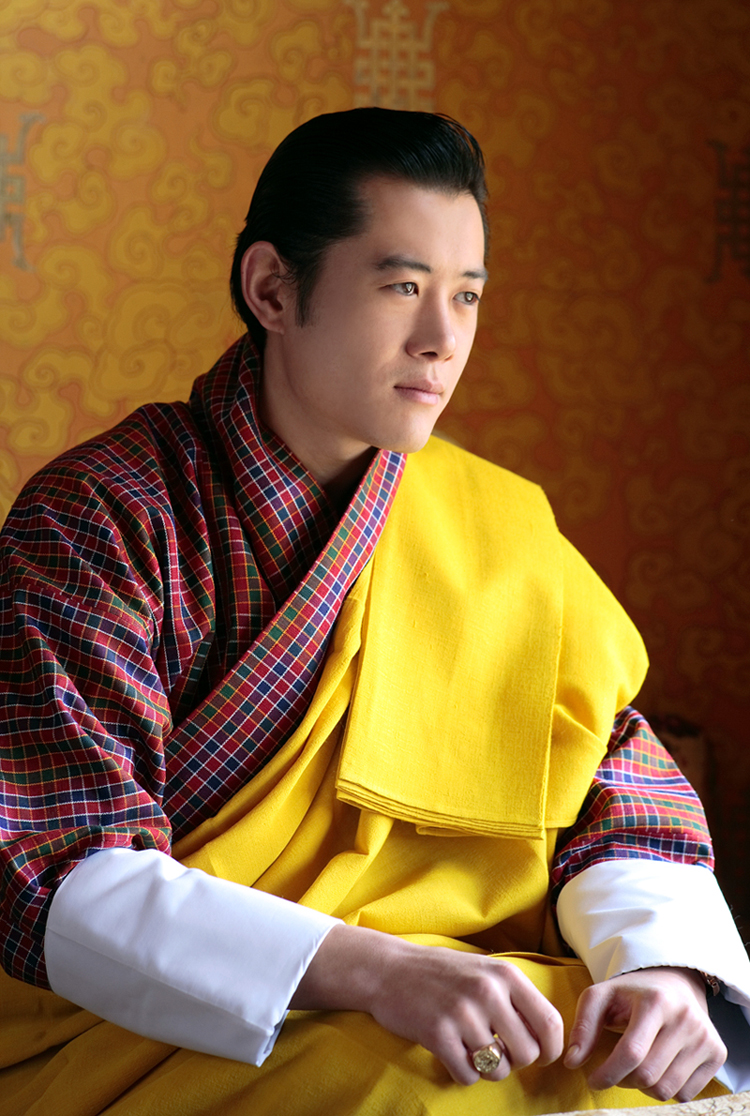
Король Бутану Джігме Кхесар Намг'ял Вангчук

18 липня 2009 року була прийнята конституція Бутану, яка складається з преамбули, тридцяти п'яти статей, чотирьох додатків і глосарію.
Згідно зі статтею 1 Конституції Бутану верховна влада належить народу, а формою правління є «демократична конституційна монархія». Конституція оголошена вищим законом, а функції конституційного суду закріплені за Верховним судом Бутану. Влада поділяється на виконавчу, законодавчу та судову.
Головою держави й Верховним головнокомандувачем є король Бутану.
Законодавча влада належить парламенту Бутану, який складається з короля Бутану, Національної ради Бутану і Національної асамблеї Бутану.
Судову владу в Бутані покладено на Королівські суди в складі Верховного суду, Вищого суду, судів дзонгхагів, судів дунгхагів, а також судів і трибуналів, які можуть бути тимчасово засновані королем за рекомендацією Національної судової комісії.

### Державні символи
На державному прапорі зображений білий дракон на червоному та помаранчевому фоні. Прапор розділений по діагоналі на два трикутники. Верхній трикутник помаранчевий, нижній — червоний. Дракон зображений у центрі й розвернутий від основи прапора. Білий дракон на прапорі символізує місцеву назву Бутану — «Країна Дракона». Він тримає у руках дорогоцінні камені, які символізують багатство. Жовтий колір символізує теократичну монархію, а помаранчевий — буддистську релігію.

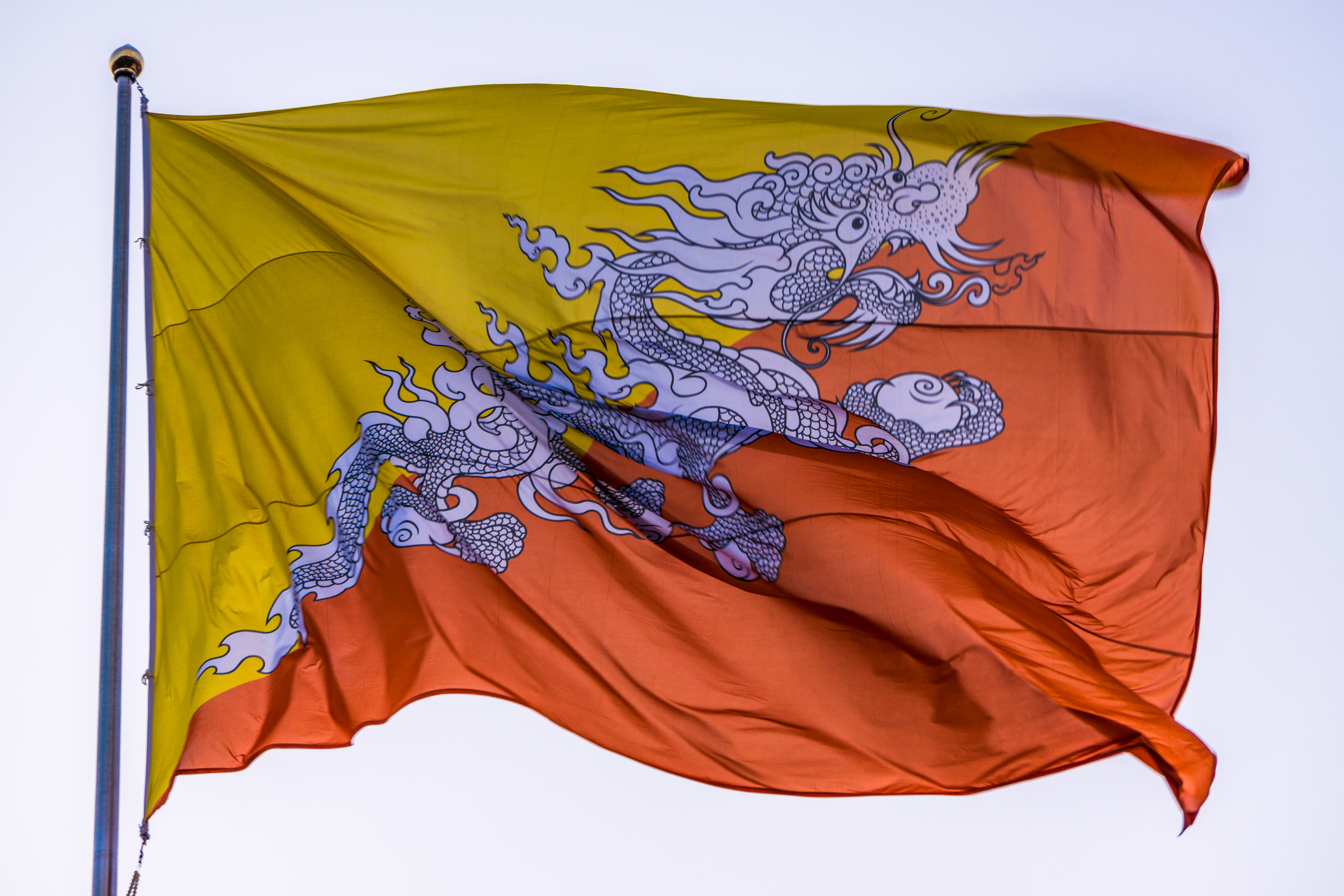
Прапор Бутану

Емблема Бутану знаходиться в колі, де над квіткою лотоса розміщено дві схрещені Ваджри, над якими вгорі знаходиться дорогоцінний камінь. Обабіч Ваджр розташовані два дракони чоловічої та жіночої статті, які символізують назву країни. Лотос символізує чистоту та цінність суверенної влади. Дорогоцінний камінь означає верховенство народної влади. Ваджри символізують духовні та світські традиції Королівства, які опираються на чотири духовні принципи буддизму Ваджраяни.
Гімн Бутану спочатку складався з 12 рядків, але в 1964 році був урізаний адміністрацією монархії до 6 рядків. Основою для мелодії послужили індійський і британський гімни, а також народна бутанська пісня «Три Ньяма медпа пемай три» (укр. «Одвічний трон лотоса»). Музику написав керівник військового духового оркестру країни Аку Тонгмі.

### Перехід до конституційної монархії
Перехід Бутану від абсолютної монархії до конституційної був ініційований королем Джігме Сінг'є Вангчуком 2005 року і завершився у 2008 році всенародним обранням депутатів парламенту, які отримали широкі повноваження з формуванням уряду. Джігме Сінг'є Вангчук передав корону своєму синові у 2006 році.
П'ятий король Бутану, 28-річний Джігме Кхесар Намг'ял Вангчук, був коронований вранці 6 листопада 2008 року. Молодий король чекав сприятливого дня для коронації майже два роки.

### Вибори в Бутані
24 березня 2008 року в Бутані почалися перші в історії вибори в нижню палату парламенту. У 2007 році король Бутану Джігме Сінг'є Вангчук добровільно передав кермо влади своєму синові, який здобув освіту на Заході, і Бутан почав перехід до демократії.
Навесні 2007 року в країні пройшли «тренувальні» вибори, направлені на те, щоб наочно продемонструвати бутанцям виборчий процес. На них жителі королівства майже одностайно підтримали монархію. Таким чином, якби вибори проходили насправді, то партія «Жовтого вогнедишного дракона», який втілює собою самодержавство, отримала б 46 з 47 місць в парламенті.
Більшість бутанців побоюються демократії, оскільки вважають її причиною нестабільності в сусідніх Непалі та Бангладешу.

### Уряд
Королівський уряд Бутану (англ. Lhengye Zhungtshog) до 1999 року був під керівництвом короля Бутану. Як важливий крок у бік демократизації король у 1999 році розпустив чинний кабінет міністрів і відійшов від керівництва урядом. Були призначені шість нових міністрів, яких затвердила Національна асамблея. З цієї групи міністрів голосуванням у Національній асамблеї був обраний голова (згодом прем'єр-міністр).
На даний час уряд складається з 10 міністрів, яких називають льонпо (англ. lyonpos), і вони носять помаранчевий церемоніальний шарф кабні.

#### Прем'єр-міністр
Голова уряду обирається з-поміж членів уряду голосуванням в Національній асамблеї. В 1907—1952 роках уряд очолювали Головні міністри (Gongzim): раджа Уг'єн Дорджі (1907—1916) і раджа Сонам Тобгай Дорджі (1917—1952). З 1952 року уряд очолює прем'єр-міністр: Джігме Дорджі (1952—1964), Льєндуп Дорджі (1964), Сангай Нгедуп (1999—2000, 2005—2006), Єшей Зімба (2000—2001, 2004—2005), Ханду Вангчук (2001—2002, 2006—2007), Кінзанг Дорджі (2002—2003, 2007—2008), Джігме Тінлей (1998—1999, 2003—2004, з 2008). В 1964—1998 роках посада прем'єр-міністра була скасована.

### Зовнішня політика
Бутан має дипломатичні відносини з 23 державами.
Бутан почав свою міжнародну діяльність в 1962 році, коли приєднався до Плану Коломбо. У 1969 році Бутан приєднався до спеціалізованої організації ООН — Всесвітнього поштового союзу. 21 вересня 1971 року Бутан вступив в ООН (рішення було ухвалено на 26-й сесії Генеральної Асамблеї ООН, на 1934-му пленарному засіданні, на підставі Резолюції Ради Безпеки ООН № 292 про прийняття Бутану в ООН), хоча і не мав дипломатичних зносин із жодною з держав-членів Ради Безпеки ООН. У 1981 році Бутан став членом МВФ і Світового банку, в 1982 — ВООЗ і ЮНЕСКО, у 1985 — СААРК. В наш час[коли?] Бутан є членом 45 міжнародних організацій.

## Збройні сили

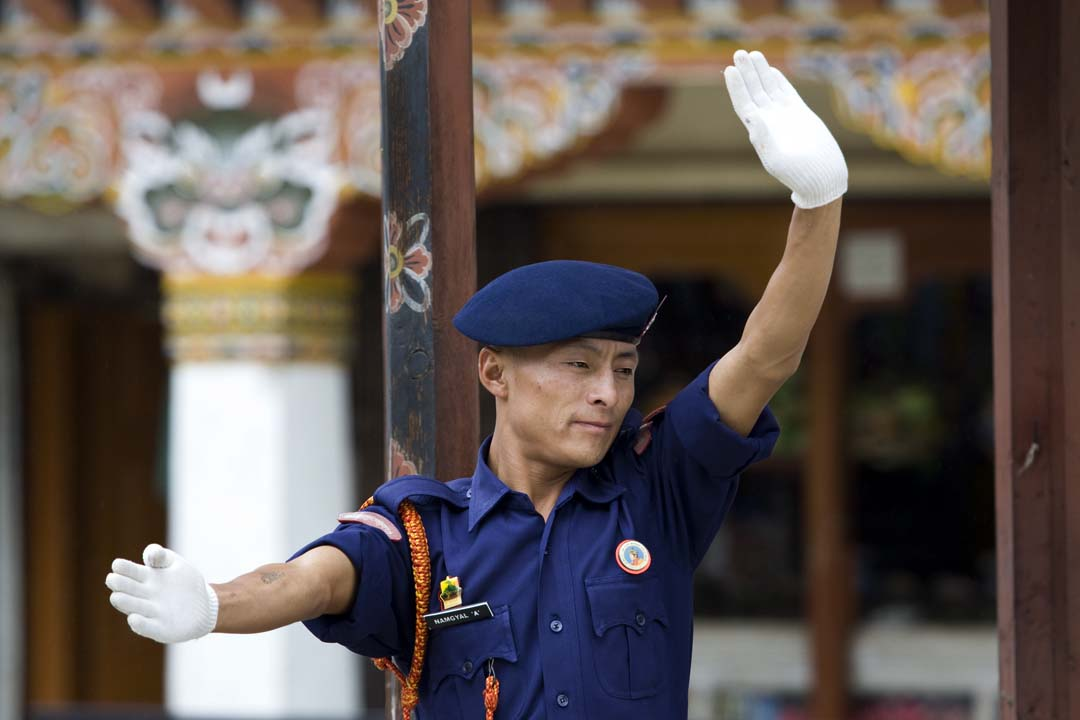
Поліцейський регулює рух на вулиці в Тхімпху

Збройні сили Бутану складаються з Королівської бутанської армії, Королівських охоронців, ополчення і Королівської бутанської поліції. Через те, що Бутан не має виходу до моря, то у нього немає військово-морського флоту. Відсутні у Бутану і військово-повітряні сили, хоча Королівська бутанська армія і має невеликі авіаційні підрозділи, які не призначені для бою і виконують лише транспортні функції. За підготовку військ, постачання і ППО Бутану несе відповідальність Індія.
Королівська бутанська армія (КБА) — частина Збройних сил Бутану, що відповідає (згідно зі ст. 27 Конституції Бутану) за підтримку територіальної цілісності країни та захист державного суверенітету в разі зовнішніх загроз. Головнокомандувачем КБА є Король Бутану.
Прийнято (хоча і не є обов'язковим), щоб в армії служив один син з кожної бутанської сім'ї. У разі необхідності може збиратися народне ополчення.
Королівська бутанська поліція (КБП) є незалежним підрозділом Королівської бутанської армії, що відповідає за підтримання законності й правопорядку та профілактику злочинності. Начальником поліції є Максі Гом (полковник) Кіпчу Намг'єл.
Королівські охоронці Бутану — незалежний підрозділ Королівської бутанської армії, який відповідає за охорону короля і членів його сім'ї; найбільш підготовлений і найкраще озброєний підрозділ армії. Чисельність — понад тисячу осіб.
Свій високий рівень підготовки Королівські охоронці довели у 2003 році під час розгрому таборів ассамських сепаратистів. Охоронці йшли в перших рядах нападних, але не зазнали ніяких втрат; не постраждав і король Джігме Сінг'є Вангчук, який особисто брав участь в боях.

## Адміністративний устрій

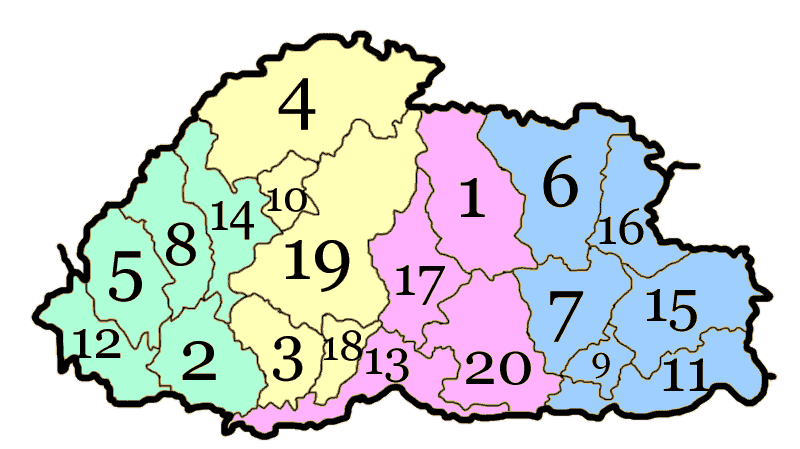
Адміністративний поділ Бутану

1988 року двадцять дзонгхагів Бутану було об'єднано в чотири дзонгдеї для створення проміжної ланки управління між дзонгхагами та державою. Кожен дзонгхаг, своєю чергою, ділиться на гевоги, які іноді об'єднані в дунгхаги. Бутан також розділений на 1044 чивогів, які одночасно є виборчими дільницями.
| 1. Бумтанг 2. Чукха 3. Дагана 4. Гаса 5. Хаа 6. Лхунце 7. Монгар 8. Паро 9. Пемагацел 10. Пунакха | 1. Самдруп-Джонгхар 2. Самце 3. Сарпанг 4. Тхімпху 5. Трашіганг 6. Трашіянгце 7. Тронгса 8. Ціранг 9. Вангді-Пходранг 10. Жемганг |

У 1988 році дзонгхаги Бутану були об'єднані в чотири дзонгдеї для створення посередництва управління між дзонгхагами та державою.
| Дзонгдей (зона) | Адм. центр | Площа км² | Чисельність населення 2005 | Питома вага | Кількість дзонгхагів |
| --------------- | ---------- | --------- | -------------------------- | ----------- | -------------------- |
| Західний        | Тхімпху    | 8345      | 281 244                    | 33,7        | 5                    |
| Центральний     | Дампху     | 11 023    | 88 855                     | 8,1         | 5                    |
| Південний       | Гелепху    | 8499      | 89 720                     | 10,6        | 4                    |
| Східний         | Монгар     | 10 949    | 175 163                    | 16,0        | 6                    |
| Бутан, всього   | Тхімпху    | 38 816    | 634 982                    | 16,4        | 20                   |

### Населенні пункти
10 найбільших міст країни (оцінка, 2010):
| #   | Місто            | Населення | Дзонгхаг         | Примітка                         |
| --- | ---------------- | --------- | ---------------- | -------------------------------- |
| 1.  | Тхімпху          | 93 179    | Тхімпху          | найбільше місто і столиця Бутану |
| 2.  | Пхунчолінг       | 22 949    | Чукха            |                                  |
| 3.  | Пунакха          | 21 500    | Пунакха          |                                  |
| 4.  | Паро             | 15 000    | Паро             | міжнародний аеропорт             |
| 5.  | Гелепху          | 10 073    | Сарпанг          |                                  |
| 6.  | Вангді-Пходранг  | 7 285     | Вангді-Пходранг  |                                  |
| 7.  | Самдруп-Джонгхар | 6 496     | Самдруп-Джонгхар |                                  |
| 8.  | Монгар           | 3 775     | Монгар           | східний комерційний центр країни |
| 9.  | Тронгса          | 2 907     | Тронгса          |                                  |
| 10. | Сарпанг          | 2 868     | Сарпанг          |                                  |

## Населення

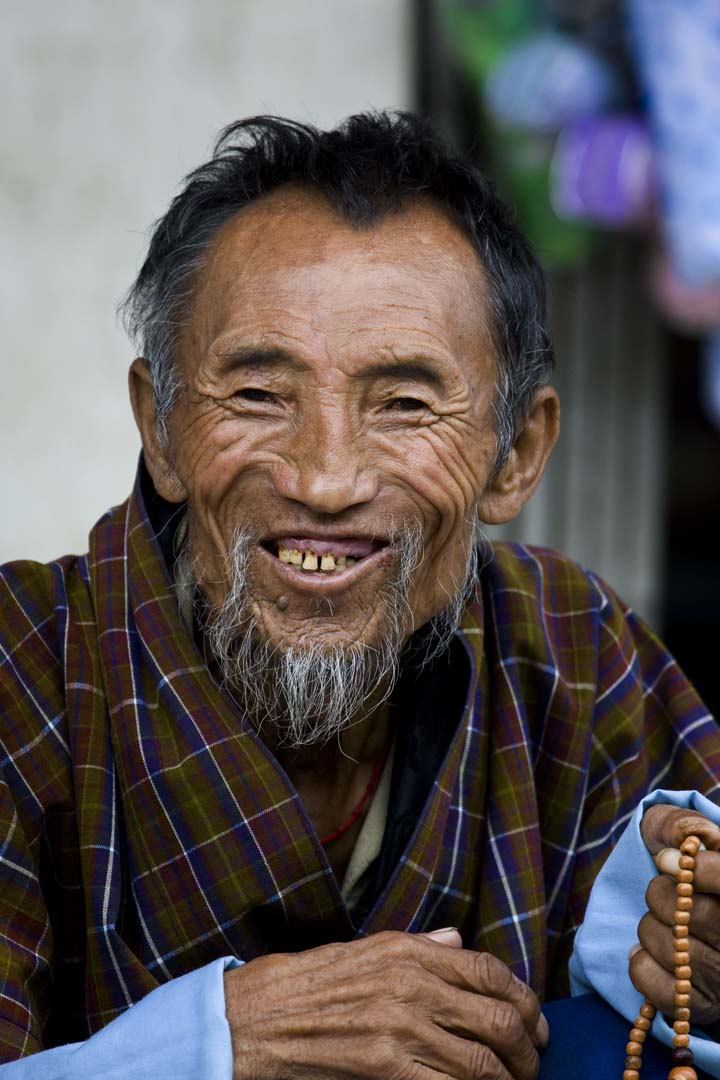
Представник корінного населення Бутану

За оцінкою у 2010 році населення Бутану становило 696 183 мешканці. У той же час питання про чисельність населення країни дуже суперечливе, оскільки дані урядового перепису кардинально розходяться з оцінками ООН і ЦРУ, які вважають, що в країні проживає як мінімум втричі більше людей. Втім, ні ООН, ні ЦРУ не можуть надати опис методології оцінки чисельності населення в королівстві. На офіційному порталі уряду Бутану наведена інформація, за якою населення Бутану становило 752 700 осіб у 2004 році та 683 407 осіб у 2008—2009 роках. За оцінками міжнародних організацій щільність населення становить 45 осіб на км². Якщо розрахувати щільність згідно з офіційною статистикою, вийде, що на кожен квадратний кілометр припадає приблизно 18 жителів. Такий розрахунок автоматично поставить країну за щільністю населення на один рівень з Аргентиною або Суданом (в районі 195 місця). Зростання населення — 2,11 % на рік. Згідно з офіційним переписом, населення країни швидше убуває, ніж збільшується.
Чоловіки становлять 50,5 % населення. Частка молодих (до 15-річного віку) — 42,7 %, старших 65 років — 4,2 %. Серед населення старших 15 років — грамотні 47 % (жінок — менш як 20 %).
Міське населення — 30,9 %, сільське населення — 69,1 %. Середня тривалість життя чоловіків — 66 років, жінок — 66,2 років.
50 % населення Бутану складають бхотія, 15 % — споріднені їм племена. Розмовляють на мовах, близьких до тибетської. 35 % — переселенці з Непалу та Індії, що говорять індоарійськими мовами. З початку 1990-х років число останніх зменшилося через насильницькі дії влади. У спеціальних таборах в Непалі та Індії проживають 134 тис. біженців з Бутану. У Бутані зосереджено також незначне число тибетських біженців. У 2010 році їх чисельність становила 1 298 осіб.

## Мова
Усього в Бутані налічується 25 мов. Офіційною мовою в країні є дзонг-ке. Бхотія говорять на різних діалектах тибетської, непальці, відповідно, на діалектах непальської мови. На заході країни превалює мова дзонг-ке, на сході — безліч східно-бутанських мов, з приводу яких не існує чіткої класифікації, основні з них — цхангла, дзала-кха, кхенг-кха, бумтанг-кха.
Крім того, налічується близько 10 мов, якими розмовляють різні іммігрантські групи в Бутані. З них найбільш представлена ассамська мова — нею говорять близько 109 тисяч іммігрантів. До числа інших входять: аді (2 100), бантава (19 200), східний маґар (21 300), східний таманг, гінді (31 900), лімбу (63 500), санталі (13 600), шерпа (4 200), західний ґурунг (43 300).

## Релігія
| Релігії в Бутані | Релігії в Бутані | Релігії в Бутані | Релігії в Бутані | Релігії в Бутані |
| ---------------- | ---------------- | ---------------- | ---------------- | ---------------- |
| релігія          |                  |                  | відсоток         |                  |
| Буддизм          | Буддизм          |                  | 75%              | 75%              |
| Індуїзм          | Індуїзм          |                  | 22%              | 22%              |
| Інша             | Інша             |                  | 3%               | 3%               |

75 % населення країни сповідують буддизм (70 % населення країни належить до школи Друкпа Каг'ю тибетського буддизму, яка є офіційною релігією Бутану). В східній частині країни також поширена буддійська школа Ньїнґма та релігія Бон. На півдні країни розповсюджений індуїзм (22 % населення), частина бутанців сповідують іслам.
Етнічні нгалопи, нащадки тибетських іммігрантів, складають більшість населення західної та центральної частин країни й в основному належать до школи Друкпа Каг'ю, слідуючи лінії передачі від Пеми Карпо і Шабдрунга. Школа Ньїнґма поширеніша в східному і центральному Бутані, її представляє в першу чергу Пема Лінгпа.
Етнічні шарчопи, можливі нащадки первісного населення Бутану, живуть на сході. Деякі шарчопи практикують буддизм, об'єднаний з елементами традиції бон, у той час як інші практикують анімізм та індуїзм.
Уряд підтримує монастирі обох традицій буддизму — і Друкпа Каг'ю, і Ньїнґма. Королівський рід Бутану практикує поєднання цих двох течій, і багато жителів країни вірять в концепцію «Каньїн-Шунгдрел», що означає «Каг'ю і Ньїнґма одне і те ж». Глибоко шанується Падмасамбхава.
Індуси, які в основному живуть на півдні Бутану, сповідують шайвізм, вайшнавізм, шактизм, ґанапаті та інші течії. Індуїстські храми існують у Тхімпху і південних районах країни.
Бон, анімістична і шаманістська системи вірувань обертаються навколо культу природи та передували буддизму. Хоча жерці релігії бон часто беруть участь в буддійських святах і навіть включають в них ритуали своєї традиції, проте дуже мало мешканців повністю дотримуються цієї релігійної системи. Бон найбільш поширений у східному Бутані.
Християни присутні на всій території Бутану, але в дуже малій кількості. Християнські родини й окремі віряни проводять свої обряди вдома. Християнських місіонерів в країні немає.
Мусульмани мають дуже маленьку чисельність у Бутані.

## Культура

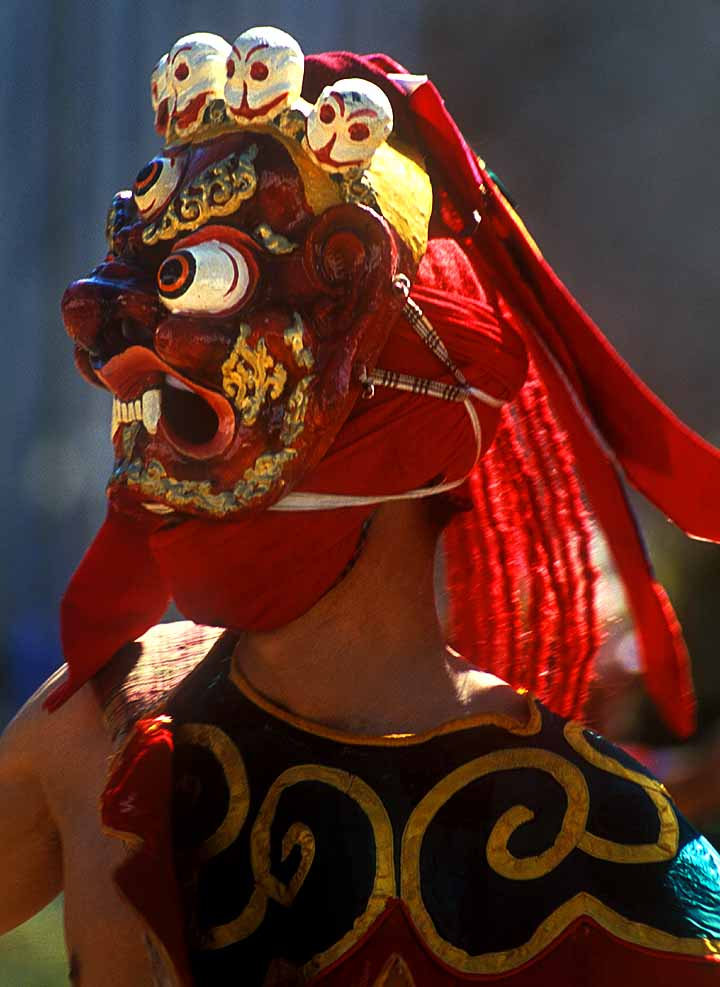
Цам — ритуальний танець в масках, який виконують ченці під час буддійських свят.

Сучасна культура Бутану сягає своїм корінням у старовину. Оточений Гімалаями, він завдяки своїй географічній ізольованості був захищений від зовнішніх культурних впливів. Ця малонаселена країна, що межує з Індією на півдні та Китаєм на півночі, довго дотримувалася політики повної ізоляції, як культурної, так і економічної, з метою зберегти свою культурну спадщину і незалежність. Тільки в останні десятиліття XX століття іноземцям дозволено було відвідувати країну, і тільки в обмеженій кількості. Таким чином, Бутан зумів добре зберегти багато сторін своєї культури.

### Мистецтво

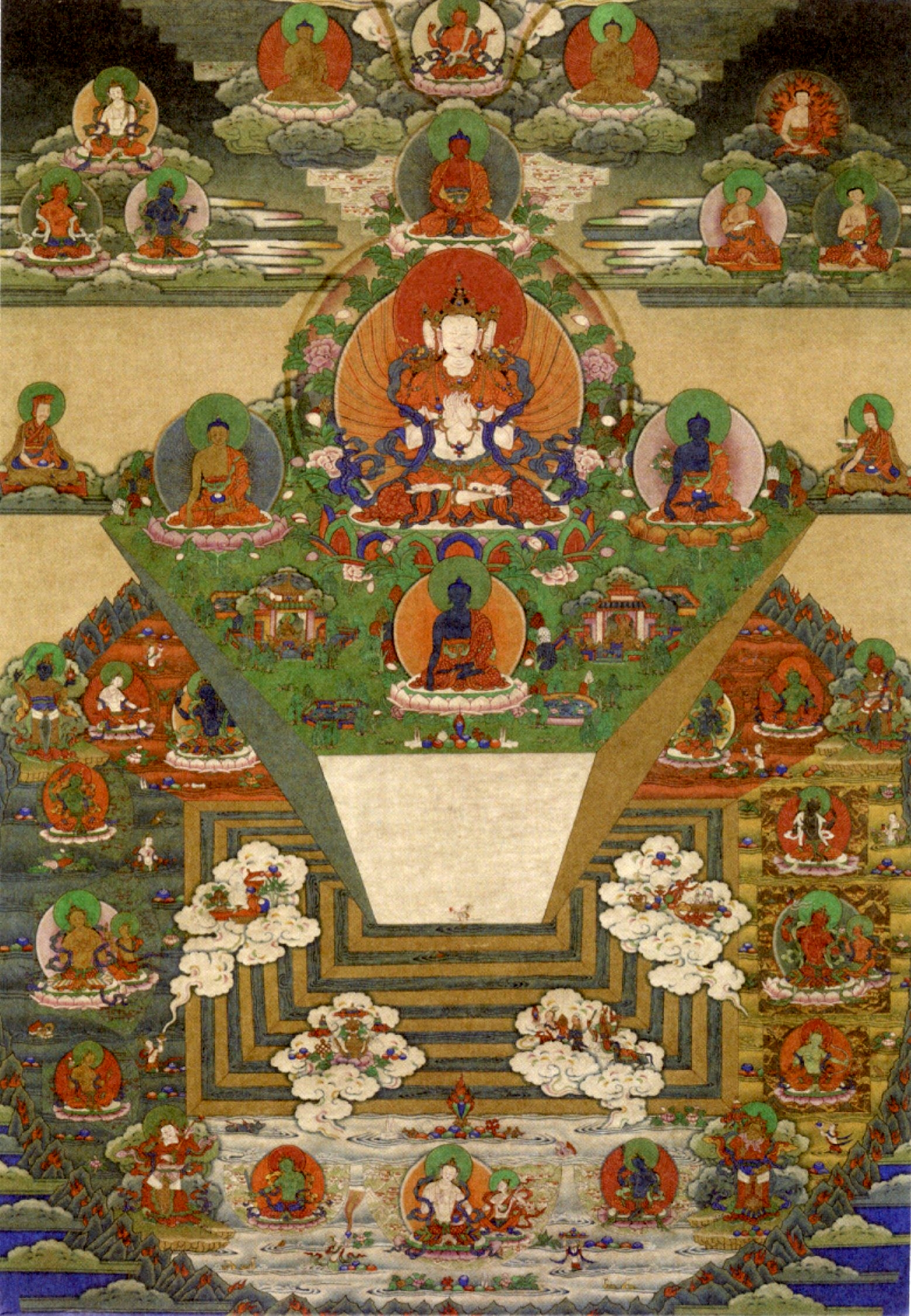
Танка із зображенням гори Меру і всесвіту згідно з буддійською космологією. Тронгса-дзонг, Бутан

Мистецтво Бутану схоже з тибетським мистецтвом. Обидва базуються на тибетському буддизмі, з його пантеоном різних божественних істот.
Головні напрями буддизму в Бутані — це Друкпа Каг'ю і Ньїнгма. Перший є гілкою школи Каг'ю і відомий картинами, на яких зображено покоління буддійських вчителів і 70-ти Дже Кхемпо. Напрямок Ньїнгма відомий зображеннями Падмасамбхави, якого пов'язують із введенням буддизму в Бутані в VII столітті. Згідно з легендою, Падмасамбхава сховав священні скарби, щоб майбутні майстри буддизму знайшли їх. Шукачі скарбів (тертони) часто зустрічаються як герої мистецтва Ньїнгма.
Кожній божеській суті відведені спеціальні форми, кольори, а також предмети, що служать як розпізнавальні знаки цих істот: лотос, раковина, блискавка, чаша для милостині. Всі ці священні зображення зроблено згідно зі строгими канонами, які залишалися незмінними цілі століття.
Мистецтво Бутану особливо багате на бронзові вироби різних видів, які відомі під загальною назвою Кхам-со («зроблені в Камі»), навіть якщо вони створені в самому Бутані, бо техніка їх виготовлення спочатку привнесена сюди зі східної частини Тибету під назвою Кхам. Настінний живопис і скульптура в цьому регіоні відображають головні та нестаріючі принципи даних видів буддійського мистецтва. Хоча їх увага до деталей йде від тибетських зразків, витоки їх можуть бути визначені без сумніву, незважаючи на багато вишиті шати і яскраві прикраси, якими щедро вкриті ці фігури. У химерному світі демонів художники, ймовірно, мали більше свободи в діях, ніж при створенні зображень божественних істот.

### Одяг

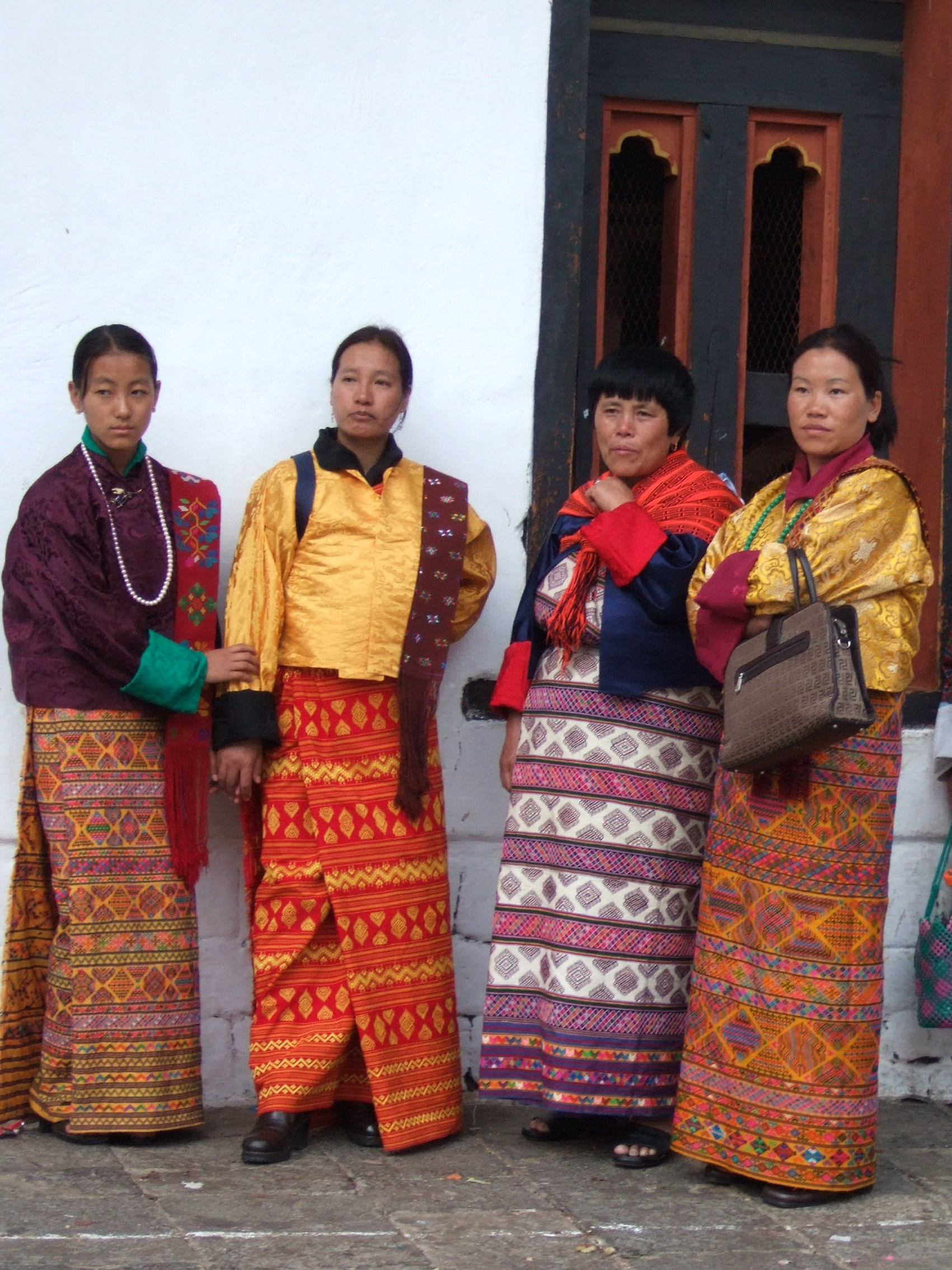
Бутанські жінки, одягнуті в кіра і тего

Всі громадяни Бутану зобов'язані дотримуватися національного дрес-коду, відомого як Дріглам Намжа, поки знаходяться на публіці у світлий час доби. Вимоги в деяких округах (дзонгхагах) є суворішими, ніж в інших. Чоловіки носять ґхо — важкий халат довжиною до колін, який підперізують поясом. Жінки носять барвисті блузки, поверх яких надягають великий прямокутний шматок тканини, що називається кіра. Поверх кіра може носитися короткий шовковий жакет, або тего. Повсякденні ґхо і кіра робляться з бавовни або шерсті, залежно від пори року, і прикрашаються простими візерунками у вигляді смуг і клітин. У спеціальних випадках і у свята можуть носитися яскраво забарвлені шовкові кіра і, набагато рідше, ґхо. Додаткові обмеження виникають при відвідуванні дзонгів або храмів, а також при візиті до високопоставленого чиновника. Чоловіки з простих верств населення носять білий шарф (кабні), що звисає з лівого плеча до правого стегна. Колір кабні, який носять також і інші представники чоловічого населення Бутану, взагалі залежить від рангу носія. Жінки носять раху, або вузькі вишиті шматки тканини, перекинуті через ліве плече. Цей дрес-код зустрічає деякий опір з боку етнічних непальців, які живуть уздовж кордону з Індією і не охочі носити одяг іншої культури.

### Кухня

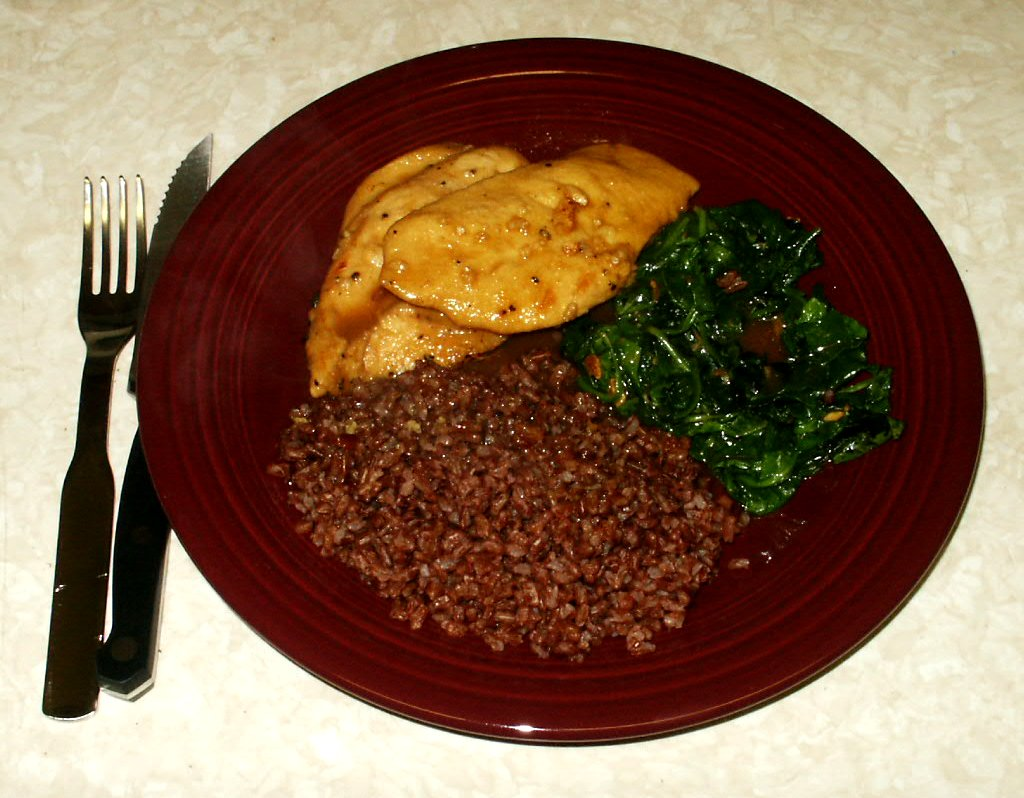
Бутанський червоний рис з куркою та шпинатом

В основі бутанської кухні — рис, овочі та багато гострого перцю (з недавнього часу — кукурудза). У холодну пору року бутанська кухня більшою мірою переорієнтовується на м'ясо. Розповсюджений домашній сир із пліснявою. Серед популярних місцевих напоїв варто відзначити маслянистий чай черінгма, рисове пиво і домашні настоянки (ара), що нагадують іноді рисову горілку, а іноді віскі.

### Свята
В основному в Бутані широко відзначаються релігійні буддійські свята, знаменні дати та державні свята (коронація першого Друк Г'ялпо, День Незалежності), а також різні фестивалі.

### Освіта[51]

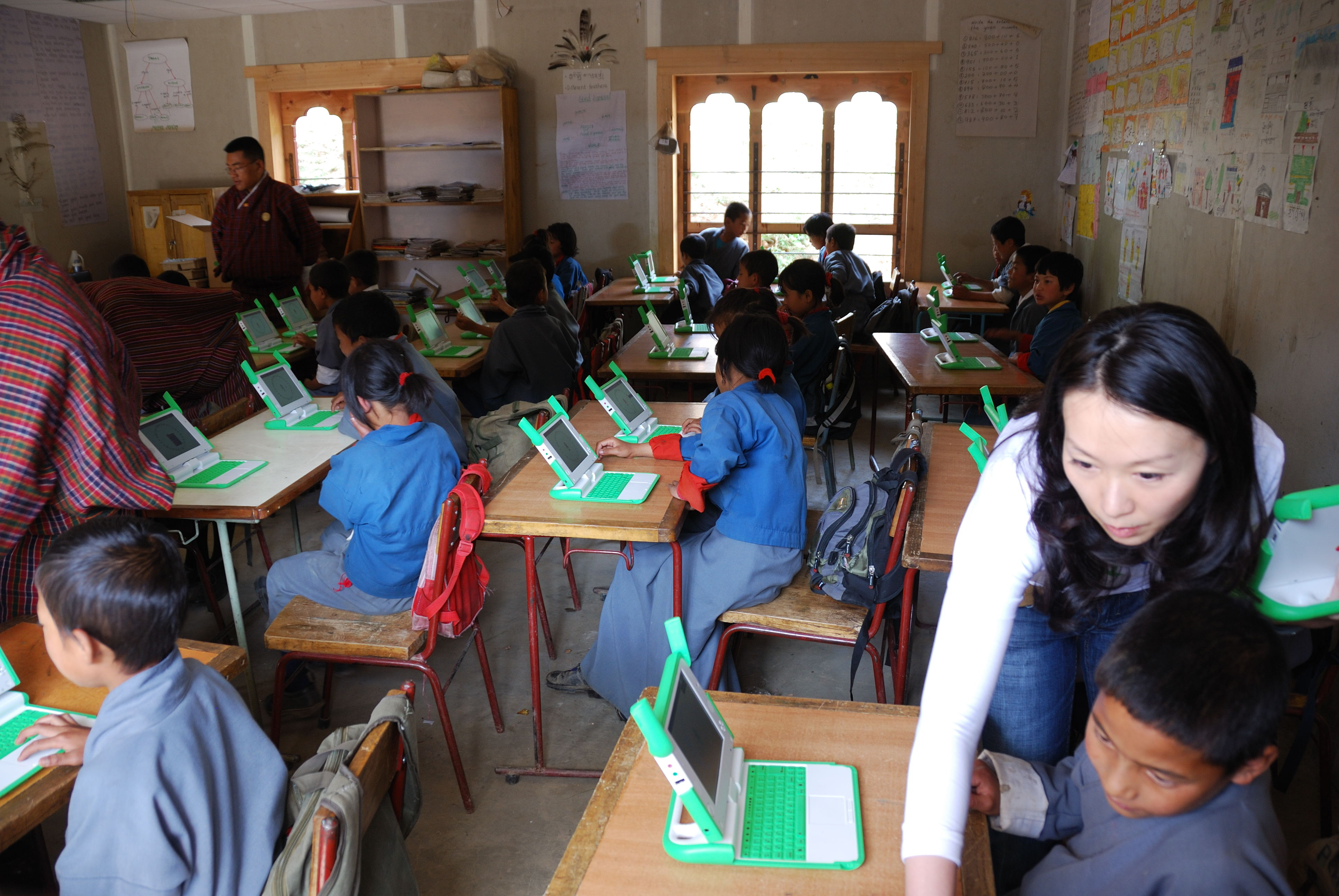
Класна кімната в школі в Тхімпху

Освіту за типом західної став вводити перший король Бутану Уг'єн Вангчук (1907—1926) на початку XX століття. До 1950 року існували тільки дві світських школи в Хаа і в Бумтангу, освітою в основному завідували буддійські монастирі. Після 1950 року стали з'являтися світські школи як у приватному порядку, так і спонсоровані державою. На кінець п'ятидесятих років налічувалося 29 початкових державних шкіл і тридцять приватних, в яких навчалися 2500 дітей. Середню освіту можна було отримати тільки в Індії.
Наразі базове навчання визначається як 10-річне, а повне навчання займає 13 років: рік підготовчого класу (PP), 6 років початкової школи (PS), 2 роки середньої школи молодшого рівня (LSS), 2 роки середньої школи середнього рівня (MSS) і 2 роки в середній школі старшого рівня (HSS). Початок навчання — в шість років. Після 8, 10 і 12 класу здаються іспити. Статистика показує, що 87 % учнів, що закінчили початкову школу, йдуть далі вчитися в середню. 95 % учнів, що вступили до середньої школи, її закінчує, отримавши базову освіту. 40 % учнів, що показали високу успішність, потрапляють в старшу середню школу, ще 25 % продовжують навчання у приватній старшій середній школі. Після закінчення старшої школи учні, що показали кращу успішність, продовжують навчатись за кордоном.
Шкільна освіта безкоштовна, однак батьки несуть невеликі витрати по благоустрою школи, покупці форми, проїзду. Іноді батьки змушені забирати дітей зі школи з економічних міркувань.
Станом на 2008 рік (згідно з офіційною сторінкою Міністерства освіти Бутану) в Бутані є:
- 266 громадських початкових шкіл (CPS)
- 94 початкових школи (PS)
- 91 середня школа молодшого рівня (LSS)
- 45 середніх шкіл середнього рівня (MSS)
- 32 середні школи старшого рівня (HSS).

Крім цього існують приватні школи, які зобов'язані відповідати вимогам міністерства освіти. Всього в країні понад 500 шкіл.
На 2004 рік початкову освіту отримують 84,3 % дітей, цього року в школах навчалося 136 000 учнів, охоплення школами при цьому постійно зростає. На одного вчителя припадає в середньому 31 учень.

### Архітектура

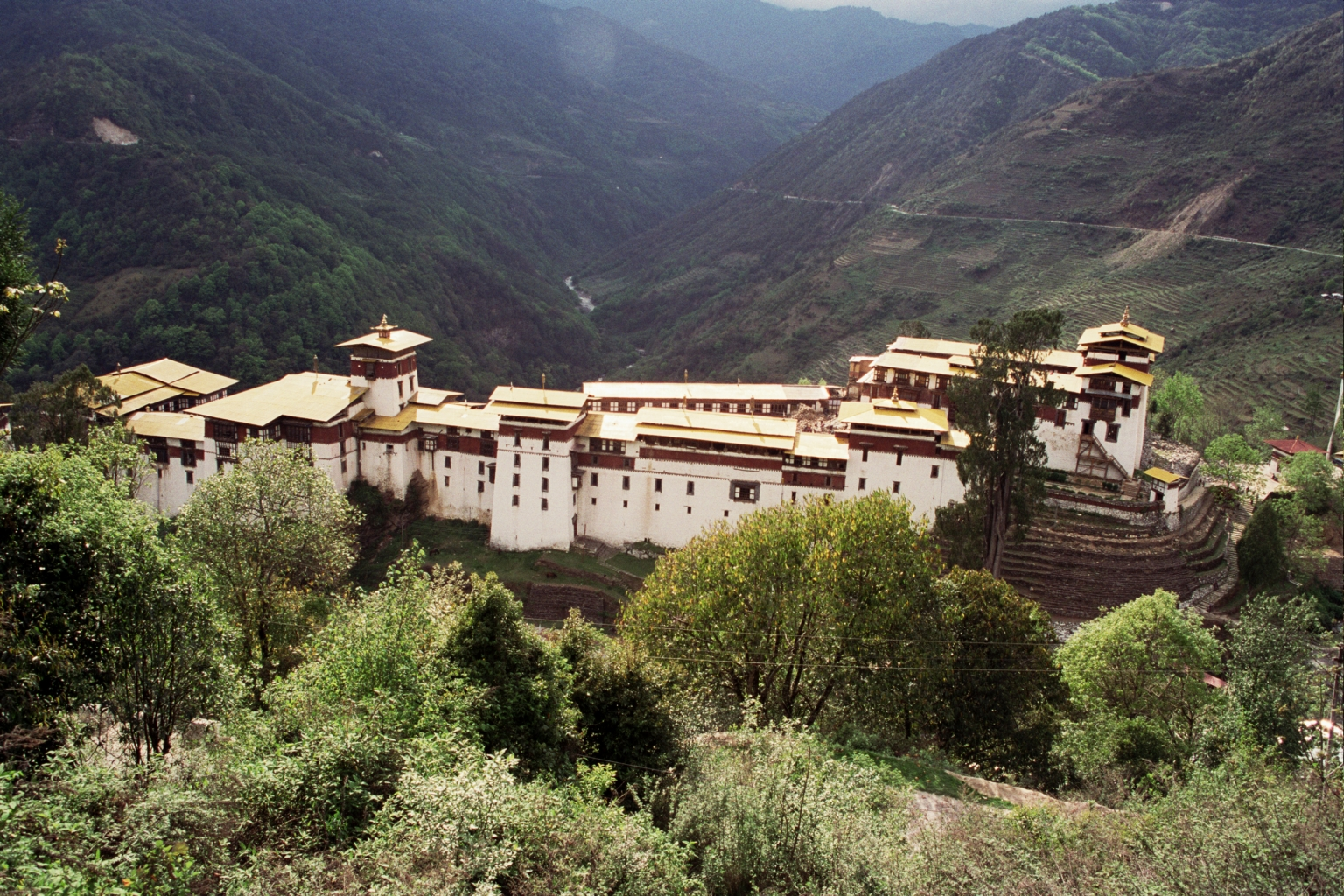
Тронгса-дзонг, Бутан

Найбільш поширеним видом споруд є дзонг — укріплена фортеця, в якій зазвичай розміщується також адміністрація і буддійський монастир. Архітектура дзонгів властива Тибету, Бутану та прилеглим до Тибету буддійським територіям.
Дзонги поєднують масивні стіни, вежі, низку внутрішніх дворів, храми, адміністративні будівлі, житло для ченців. Зазвичай дзонги розташовані в горах, захищені скелями.
Рідко дзонги можна побачити за межами Гімалаїв (наприклад, архітектура університетського містечка в Ель-Пасо).
Дзонги використовуються як військові укріплення, монастирі, університети, центри управління і культурні центри. У дзонгах проводяться щорічні релігійні свята Цечу.

### Зв'язок
Телефонні лінії та стільниковий зв'язок є переважно в містах; у сільській місцевості практично відсутні. Міжнародний телефонний код країни — 975. Міжнародний телефонний та телеграфний зв'язок здійснюється через Індію.
Перша телевізійна станція, яка належить державі, з'явилася в 1999 році. У кабельне телебачення входять в основному індійські та іноземні канали. Перша державна радіостанція з'явилася в 1973 році, приватна — у 2007 році.
У Бутані всього один інтернет-провайдер — Druknet, який належить Bhutan Telecom. Домен Бутану — .bt.
- Кількість телефонних ліній: 26 300 (2010)[54]
- Кількість мобільних телефонів: 394 300 (2010)[54]
- Радіостанції: 9 станцій на частоті FM, 1 короткохвильова станція, є доступ до іноземних радіостанцій (BBC, CNN)[54]
- Кількість радіоприймачів: 37 000 (1997)[54]
- Кількість телевізорів : 11 000 (1999)[54]
- Кількість інтернет-користувачів: 50 000 (2009)[54]

### ЗМІ
До 2006 року в країні видавалася єдина урядова газета — Kuensel, яка виходить з періодичністю двічі на тиждень на трьох офіційних мовах: дзонг-ке, англійською та непалі. Доступна інтернет-версія газети. У квітні 2006 року держава дозволила видати першу приватну газету в країні — Bhutan Times. Bhutan Observer була першою приватною газетою в Бутані, що видавалася двома мовами. 30 жовтня 2008 року була випущена перша в країні щоденна газета — Bhutan Today.
У 1973 році на коротких хвилях почала радіомовлення бутанська мовна служба (англ. Bhutan Broadcasting Service). У столиці мовлення ведеться на FM-частотах. Бутан виявився останньою на планеті країною, що почала телемовлення (це сталося тільки в 1999 році). Незабаром після цього в країні з'явилося і кабельне телебачення (як частина королівської програми модернізації), до цього бутанці задовольнялися приватними відеозалами.
У Бутані у 2003 році нараховувалось 109 поштових відділень, близько 15 000 інтернет-користувачів, 33 729 телефонних абонентів і 23 000 абонентів мобільного зв'язку.

## Спорт

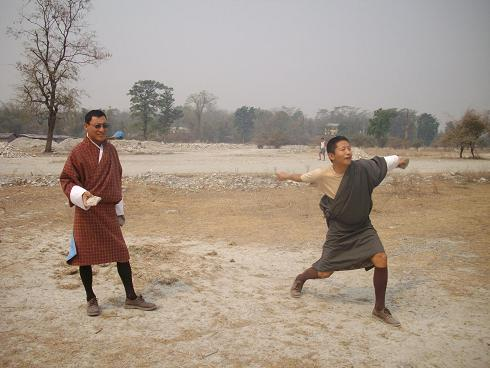
Бутанці за грою в дегор

Національним видом спорту в Бутані є стрільба з лука. У Бутані також популярна командна гра на відкритому повітрі кхуру (англ. Khuru), що нагадує дартс. Іншим традиційним видом спорту в Бутані є гра дегор, схожа на спортивне штовхання ядра і кидання підкови. У країні також набрав популярність крикет, особливо після початку трансляцій індійських телеканалів. Збірна Бутану з крикету є однією з найкращих в регіоні.
Останнім часом у країні набирають популярність такі види спорту як баскетбол, волейбол, теніс і настільний теніс.